# آنچارتد: میراث گمشده
آنچارتد: میراث گمشده (به انگلیسی: Uncharted: The Lost Legacy) یک بازی ویدئویی در سبک اکشن ماجراجویی است که توسط شرکت ناتی داگ ساخته شده و به وسیلهٔ سونی اینتراکتیو انترتینمنت در اوت ۲۰۱۷ برای کنسول پلی‌استیشن ۴ به عنوان یک بسته تکمیلی مستقل در مجموعه بازی‌های ویدئویی آنچارتد منتشر شد. وقایع این بازی ۶ تا ۱۲ ماه پس از نسخهٔ آنچارتد ۴ روایت می‌شود و در این قسمت بازیکن کنترل شخصیت کلویی فرازر را به عهده می‌گیرد که به دنبال عاج گانش در رشته کوه‌های گهات غربی هند و در حین جنگ داخلی با کمک همکارش، نادین راس است. بازی با ژرفانمای سوم شخص دنبال می‌شود و بازیکن قادر به استفاده از سلاح گرم، مبارزات تن‌به‌تن و مخفی‌کاری برای دفاع در مقابل دشمنان است.
کلودیا بلک و لورا بیلی به ترتیب نقش شخصیت‌های کلویی و نادین را از طریق صداپیشگی و ضبط حرکت ایفا کرده‌اند. همچنین در این بازی برای اولین بار در سری بازی، شخصیت نیتان دریک در بازی حضور ندارد.
طی مراسم شوکیس ۲۰۲۱، سونی نسخه بازسازی‌شده آنچارتد ۴: عاقبت یک دزد و آنچارتد: میراث گمشده را برای پلی‌استیشن ۵ و مایکروسافت ویندوز معرفی کرد و در اوایل ۲۰۲۲ به صورت انحصاری برای پلی استیشن ۵ منتشر شد و نسخه رایانه شخصی این بازی در ۱۹ اکتبر ۲۰۲۲ منتشر شد.